# Philoponella prominens
Philoponella prominens — вид павуків родини Uloboridae.

## Поширення
Вид поширений у Японії, Південній Кореї, на Тайвані та на сході Китаю.

## Опис
Розмір самця становить 3,2 мм, самиці — 4 мм.

## Розмноження
Самець, щоб уникнути з'їдання самицею після спарювання, тікає, як тільки він відкладає свою сперму, виконуючи вражаючий стрибок.